# Szergej Jevgenyjevics Trescsov
Szergej Jevgenyjevics Trescsov (oroszul: Сергей Евгеньевич Трещёв; Krasznij Kusztar, 1958. augusztus 18. –) orosz mérnök, űrhajós.

## Életpálya
1976-ban kezdte el tanulmányait a Moszkvai Energetikai Intézetben (MEI), ahol 1982-ben mérnök-tanára diplomát szerzett villamosenergetikai szakterületen. 1982-1984 között tiszti rendfokozattal (hadnagy) sorkatona az ukrajnai Ovrucsban egy repülőezrednél. 1984-1986 között az RSZK Enyergija vállaltnál művezető mérnökként dolgozott. Feladatai közé tartozott az űrhajósok tevékenységének elemzése és tervezése az űrállomás fedélzetén, fedélzeti tevékenység műszaki képzése. Szoros kapcsolatban volt a Jurij Gagarin Űrhajóskiképző Központtal. Támogatta, személyesen részt vett az űrállomás karbantartási módozatainak, vészhelyzeti műveleteinek gyakorlásánál.
1992. március 3-tól a Jurij Gagarin Űrhajóskiképző Központban részesült űrhajóskiképzésben. 1998-1999 között a Nemzetközi Űrállomás rendszerismeretéből kapott felkészítést. Egy űrszolgálata alatt összesen 184 napot, 22 órát, 15 percet és 36 másodpercet (4438 óra) töltött a világűrben. Egy űrsétája (kutatás, szerelés) összesen 5 óra 21 percet töltött az űrállomáson kívül. Űrhajós pályafutását 2006. november 30-án fejezte be, az RSC Energia tanácsadója.

## Űrrepülések
STS–111, az Endeavour űrrepülőgép 18. repülésének küldetésfelelőse/ISS fedélzeti mérnöke. A Canadarm2 sínrendszerét szállította a Nemzetközi Űrállomásra (ISS), biztosítva az űrállomás külső felületén a manipulátor elmozgását. Az STS–113 fedélzetén tért vissza kiinduló bázisára. Egy űrszolgálata alatt összesen 184 napot, 22 órát és 15 percet (4438 óra) töltött a világűrben.

### Tartalék személyzet
- Szojuz TM–27 fedélzeti mérnök
- STS–105 küldetésfelelős/ISS fedélzeti mérnök

## Kitüntetések
- Megkapta az Arany Csillag kitüntetést.